# Pojorâta
Pojorâta è un comune della Romania di 3 103 abitanti, ubicato nel distretto di Suceava, nella regione storica della Bucovina.
Il comune è formato dall'unione di 2 villaggi: Pojorâta e Valea Putnei.